# Château de Peufeilhoux
Le château de Peufeilhoux est situé sur la commune de Vallon-en-Sully (France).

## Localisation
Le château est situé sur la commune de Vallon-en-Sully dans le département de l'Allier, en région Auvergne-Rhône-Alpes.
Il domine la forêt de Tronçais, la vallée du Cher et de l'Aumance.

## Historique
La construction du château date du début du Moyen Âge. Il comprend un donjon et une basse-cour. Vers le XIVe siècle, le bois est remplacé par de la pierre de grès rose provenant des carrières voisines.
En 1675, il passe sous la propriété du seigneur de Courtines, Durand Villatte, et cela jusqu’en 1900, étant progressivement délaissé au profit du château des Modières.
À partir de 1920, il est racheté et restauré. En 2013, il est racheté par Claude Thévenin.
Le château abrite également un « musée des explorateurs » : collections d'insectes, coquillages, minéraux, animaux naturalisés, etc.

## Architecture
Le château est de style néogothique, il possède une façade de style Renaissance bourguignonne avec une double rangée de fenêtres à meneaux. Des tours, tourelles et une chapelle coiffée d'un toit en croupe surmontée d'un clocheton carré à échauguette complètent cette demeure.
Le château de Peufeilhoux en totalité, avec sa double enceinte, ses portails et ses communs fait l’objet d’une inscription au titre des monuments historiques depuis le 4 janvier 2021.